# Косер, Тиаго
Тиаго Косер (порт. Tiago Cóser; род. 16 января 2004, Шапеко, Санта-Катарина) — бразильский футболист, защитник клуба «Бенфика B».

## Клубная карьера
Косер — воспитанник клуба «Шапекоэнсе». 21 марта 2021 года в поединке Лиги Катариненсе против «Гремио Ювентус» Тиаго дебютировал за основной состав. 11 июля в матче против «Фламенго» он дебютировал в бразильской Серии A. В 2022 году Косер перешёл в португальскую «Бенфику», где начал выступать за дублирующий состав.